# Jubilee (Sex Pistols)
Jubilee è un album/raccolta dei Sex Pistols, pubblicato nel 2002 dalla Virgin Records. Il disco, pubblicato per celebrare il venticinquesimo anniversario del gruppo, raccoglie diversi singoli del periodo 1976-79, oltre a Pretty Vacant registrata dal vivo nel 1996 durante il Filthy Lucre Tour. È presente inoltre una sezione enhanced che contiene tre video promozionali.

## Tracce
1. God Save the Queen – 3:19
2. Anarchy in the U.K. – 3:31
3. Pretty Vacant – 3:16
4. Holidays in the Sun – 3:20
5. No One Is Innocent – 3:01
6. My Way – 4:05
7. Something Else – 2:10
8. Friggin' in the Riggin' – 3:34
9. Silly Thing – 2:48
10. C'mon Everybody – 1:56
11. The Great Rock 'n' Roll Swindle – 4:16
12. (I'm Not Your) Stepping Stone – 3:07
13. Pretty Vacant (live) – 3:36
14. EMI (Unlimited Edition) – 3:11

### Tracce aggiuntive video
1. God Save the Queen [Promo Video]
2. Anarchy in the UK [Promo Video]
3. Pretty Vacant [Promo Video]